# カントルカ
カントルカ (Kantorka) は、ソルブ人の民俗行事における役職のひとつ。女声合唱団のリーダー。合唱団長。「前唱者」と訳される例もある。
復活祭の夜、村の女性たちはカントルカの家に集合、合唱団となって深夜にカントルカの家を出発、賛美歌を合唱しながら村内の家々をまわる。その後は合唱団用のベンチにすわりながら、日の出まで、神を讃える賛美歌を歌いつづける。合唱は、まずカントルカが賛美歌の一節をソロで歌い、つづけて合唱団がその一節をコーラスで歌うことを繰り返す。

## クラバート
オトフリート・プロイスラーの児童小説『クラバート』 (Krabat) は、ソルブ人の村々が舞台である。主人公クラバートの命を救うヒロインは、物語のつづく「3年」の間、シュヴァルツコム村のカントルカ役についていた少女で、作中では最後までその名が明かされることはない。中村浩三の日本語訳では「ソロを歌う娘」、鷲巣由美子の部分訳では「カントルカ」、トランスフォーマー社から発売された映画『クラバート 闇の魔法学校』日本版DVDの字幕では「カントーカ」と片仮名表記されている。